# 香港2005年1月
本文描述的時間為香港時間（UTC+8）

## 1月1日
- 早上，證券業人士及領匯投資者等在遮打花園發起「反政客亂港大遊行」，抗議立法會議員鄭經翰等人早前阻止領匯上市及「擾亂經濟穩定」，警方表示約一萬人出席[1]。
- 香港大球場下午舉行由特區政府及多個國際慈善機構合辦的《四海同心送關懷》籌款音樂會，為南亞海嘯災民籌款，行政長官董建華帶領香港政府主要官員出席，活動有1萬3千人出席，籌得善款3300萬港元[2]。
- 政府成立體育委員會，負責協調及督導香港體育的發展[3]。

## 1月4日
- 美國傳統基金會發表經濟自由度指數年度報告，香港繼續排名首位，是自1994年起連續12年成為「全球最自由的經濟體系」[3]。
- 臺北市市長馬英九表示港府拒絕發出簽證讓他來港出席香港大學的學術講座，對事件感到非常遺憾[4]。

## 1月5日
- 立法會復會，全體議員先為南亞海嘯的死難者默哀一分鐘，立法會主席范徐麗泰接納議員日前提出的休會辯論，討論南亞海嘯賑災事宜[5]。

## 1月6日
- 鄰近地區爆發禽流感，香港政府啟動流感爆發應變計劃的戒備應變級別[3]
- 香港行政長官辦公室主任林煥光呈辭即日生效，其後發表聲明表示鑑於「傳媒對我私人感情生活的報道」決定辭職。事件涉及《忽然1周》雜誌揭發林煥光早前與一名女子到日本外遊及發生婚外情的報導[6][7]。

## 1月10日
- 保安局局長李少光出席香港電台《與司局長對話》節目表示從來沒有拒絕馬英九的簽證申請，也沒有將他列入黑名單。但沒有回應會否批出簽證，亦拒絕回應馬英九有否提出簽證申請等問題[8]。

## 1月12日
- 行政長官董建華發表題為《合力發展經濟　共建和諧社會》的2005年施政報告，承認過去七年來的施政失誤。董建華承認政府「未能確立『以民為本』的施政理念，面對政治轉變和經濟逆境的衝擊，未有足夠的準備，缺乏應變的經驗。此外，政府應付資產泡沫爆破和嚴重財赤而採取的一些政策和措施，令市民痛苦和不安，政府危機意識不足，未能充分顧及社會的承受能力，過急推出太多改革，加重了市民的負擔；處理一些突發事件進退失據，影響了政府的公信力和管治能力」[9][10][11]；施政報告重點加強香港經濟復甦，並成立由財政司司長唐英年統領的扶貧委員會改善跨代貧窮問題[3][12]。然而，據《香港大學民意研究計劃》調查，45%受訪者認為，董建華在《施政報告》認錯未能平復市民的不滿情緒；63%受訪者更指，董建華無法達到報告提出的「以民為本」及扶貧目標[13][14]。

- 38歲男子陳乃明涉及利用點對點技術（BitTorrent技術）在互聯網發布電影檔案被香港海關拘捕。當日海關到涉案人位於屯門的住所採取拘捕行動並搜獲證物，陳乃明後來被控違反《版權條例》罪成入獄，成為全球首宗同類刑事訴訟案件[15]。

## 1月18日
- 國務院港澳辦常務副主任陳佐洱指立法會議員打算為趙紫陽逝世默哀及休會辯論違反《基本法》[16]。

## 1月19日
- 泛民主派立法會議員事前未得立法會主席范徐麗泰批准，堅持在會議開始時為日前逝世的前中共總書記趙紫陽默哀，范徐麗泰指議員「行為不檢」遂暫停會議，其後親建制派議員未有回到議事廳集體杯葛會議，成為香港立法議會發生首次議員集體缺席導致流會事件[17]。

## 1月22日
- 支聯會在維多利亞公園舉辦悼念前中共總書記趙紫陽晚會，大會估計有一萬五千人出席[18]。

## 1月23日
- 共建維港委員會展開灣仔發展計劃第二期公眾諮詢，收集市民對灣仔填海計劃，包括興建中環灣仔繞道的意見[3][19]。

## 1月28日
- 紅火蟻肆虐香港，衛生福利及食物局常任秘書長尤曾家麗主持跨部門行動小組會議商討對策[3]。
- 華懋集團主席龔如心被警方正式落案起訴，涉及亡夫王德輝爭產案件，龔如心被控以偽造、使用虛假文書及意圖妨礙司法公正三項罪名[20]。
- 去年8月被東莞公安拘捕，被指嫖妓送往勞教半年的民主黨觀塘區議員何偉途獲釋返港[21]。